# Linda Forsberg
Linda Forsberg  (Nachname ausgesprochen [fɔʂbærj]; * 19. Juni 1985 in Upplands Väsby) ist eine ehemalige schwedische Fußballspielerin. Die Mittelfeldspielerin debütierte 2007 in der schwedischen Nationalmannschaft.

## Karriere

### Vereine
Forsberg begann mit dem Fußballspielen bei Bollstanäs SK. 2003 debütierte die Offensivspielerin für die Frauenmannschaft von Hammarby IF in der Damallsvenskan. In der höchsten schwedischen Spielklasse konnte sie sich als Stammspielerin etablieren, so dass sie 2007 zum Ligarivalen Djurgården Damfotboll transferiert wurde. Auch dort schaffte sie den Sprung in die Stammformation, so dass sie im Sommer von Nationaltrainer Thomas Dennerby erstmals in die Landesauswahl berufen wurde. Beim 7:0-Sieg über Rumänien am 16. Juni des Jahres kam sie zu ihrem Debüt im Nationaljersey. Im Herbst gehörte sie schließlich zum Aufgebot für das Weltmeisterschaftsturnier 2007, bei dem sie in den Partien gegen die Auswahl der Vereinigten Staaten und die nigerianische Auswahl zum Einsatz kam. An der Seite von Nadine Angerer, Ariane Hingst und Jennifer Meier erreichte sie in der Spielzeit 2008 den fünften Tabellenplatz. Im selben Jahr gehörte sie zum Aufgebot bei den Olympischen Spielen in Peking. Beim Turnier gehörte sie zu den Stammkräften und bestritt alle vier Partien, bis die Auswahlmannschaft im Viertelfinale an Deutschland scheiterte.
Im Dezember 2008 gab Forsberg ihren Wechsel zum LdB FC Malmö bekannt, bei dem sie einen ab Januar 2009 gültigen Zwei-Jahres-Kontrakt mit Option auf einjährige Verlängerung unterschrieb. In der Mannschaft um Nilla Fischer, Aylin Yaren, Lina Nilsson und Therese Sjögran errang sie einen Stammplatz und glänzte als regelmäßige Torschützin.
Im November 2011 beendete sie im Alter von 26 Jahren aufgrund einer Knieverletzung ihre Karriere.

### Nationalmannschaft
Forsberg steht im schwedischen Kader für die WM in Deutschland und stand im ersten Spiel gegen Kolumbien sowie im zweiten Spiel gegen Nordkorea und im Spiel um den Gruppensieg gegen die USA in der Startaufstellung. Nach drei Siegen erreichte sie mit ihrer Mannschaft ungeschlagen das Viertelfinale, wo sie auf Australien trafen. Auch hier stand Forsberg wieder in der Startelf und mit dem 3:1-Sieg wurde sowohl das Halbfinale gegen Japan erreicht, als auch die Qualifikation für die Olympischen Spiele in London. Am 16. Juli 2011 gewann sie mit der Mannschaft das Spiel um Platz 3 beim 2:1-Sieg über Frankreich.

## Erfolge
- Dritte der Weltmeisterschaft 2011
- Schwedischer Meister 2010

## Auszeichnungen
- Durchbruch des Jahres in Schweden 2007[3]